# Porur
Porur är en ort i Indien.   Den ligger i distriktet Thiruvallur och delstaten Tamil Nadu, i den södra delen av landet, 1 800 km söder om huvudstaden New Delhi. Porur ligger 18 meter över havet och antalet invånare är 33 060.
Terrängen runt Porur är mycket platt.  Närmaste större samhälle är Madras, 14,2 km öster om Porur. Runt Porur är det i huvudsak tätbebyggt.